# كارلتون جونسون
كارلتون جونسون (بالإنجليزية: Carlton Johnson)‏ هو لاعب كرة قدم أمريكية أمريكي، ولد في 13 أكتوبر 1969.

## وصلات خارجية
- كارلتون جونسون على موقع JustSportsStats.com (الإنجليزية)